# Luigi Russolo
Luigi Russolo (30 de abril, 1885 - 4 de fevereiro de 1947 (61 anos)) foi um pintor e compositor italiano, futurista e o autor da L'Arte dei Rumori (A arte do ruído) (1913) e Música Futurista.
Acreditava que a vida contemporânea era demasiado ruidosa e que os ruídos deveriam ser utilizados para música.
Trabalhou com o futurista Filippo Tommaso Marinetti.
Seu irmão Antonio Russolo também compôs música futurista.

## Biografia
Russolo nasceu em Portogruaro, na região do Veneto, filho de um organista da Catedral local e diretor da Schola Cantorum de Latisana. Seus irmãos também eram músicos.
Em 11 de Março de 1913 ele publicou o tratado A Arte de ruídos (L'arte dei rumori). Ele é considerado o primeiro teórico da música eletrônica. Russolo inventou e construiu instrumentos incluindo intonarumori ( "intoners" ou "ruído de máquinas"), para criar "ruídos" de desempenho, mas nenhum de seus originais intonarumori sobreviveu a Segunda Guerra Mundial.
Em 1941-1942 Russolo começou a pintar novamente, com um novo estilo que definiu "clássico modernista".
Morreu em Cerro di Laveno (província de Varese), em 1947.
Para homenagear a memória do compositor futurista, Russolo-Pratella A Fundação de Varese, Itália detém uma competição internacional anual para a composição musical electro-acústico. O Prémio Luigi Russolo em Electro-acústica da Música é um dos mais prestigiados prémios na área.

## Audio
- tres clips de russolo estarao com disponibilidade